# Ruvo di Puglia
Ruvo di Puglia (IPA: [ruvo diˈpuʎʎa], Rìuve im ruvesischen Dialekt, IPA: ˈriːuvə) ist eine italienische Stadt mit rund 24.000 Einwohnern in der Metropolitanstadt Bari in Apulien.
Sie ist eine der wichtigsten Kunststädte Apuliens und eine der Haupttouristenattraktionen Apuliens. Es ist Teil des Nationalparks Alta Murgia und beherbergt ein operatives Hauptquartier. Es gibt auch das Archäologische Nationalmuseum Jatta, das mit seinen Tausenden dort aufbewahrten archäologischen Funden aus der hellenistischen Zeit den Ruhm der Stadt so stark gesteigert hat, dass die Talos-Vase, ein wertvolles Stück der Sammlung, zu einem Symbol geworden ist der Stadt und der Gemeinde. Es beherbergt auch die Städtische Gemäldegalerie der zeitgenössischen Kunst, benannt nach Domenico Cantatore, einem expressionistischen und kubistischen Maler ruvesischen, in der seine Werke aufbewahrt werden, sowie das Buchmuseum des Palazzo Caputi, das Bände aus dem Mittelalter und der Renaissance sammelt. Darüber hinaus ist es die drittgrößte Gemeinde der Metropolitanstadt, eine Stadt aus Olivenöl hergestellt, ein Weinproduzent und eines der wichtigsten Industrie- und Forschungszentren in der Region Apulien. Wichtig ist auch die Karwoche von Ruvo di Puglia, eine Touristenattraktion für die apulische Stadt, die von der Region im Jahr 2020 in die Liste der Ereignisse des immateriellen Kulturerbes Apuliens aufgenommen wurde.

## Geschichte
Griechische Siedlungen bestanden in diesem Bereich seit dem 9. Jahrhundert vor Christus. Münzen aus dem 3. Jahrhundert vor Christus deuten mit dem Namen Rhyps oder Rhybasteion auf die Ortschaft hin. Die Römer errichteten hier an der Via Traiana eine Festung. Zuvor war bereits eine Wechselstation unter dem Namen Rubi bekannt. Im Mittelalter gelangte die Siedlung in den Besitz der Grafen von Conversano, später der neapolitanischen Adelsfamilie Carafa.

## Karwoche von Ruvo

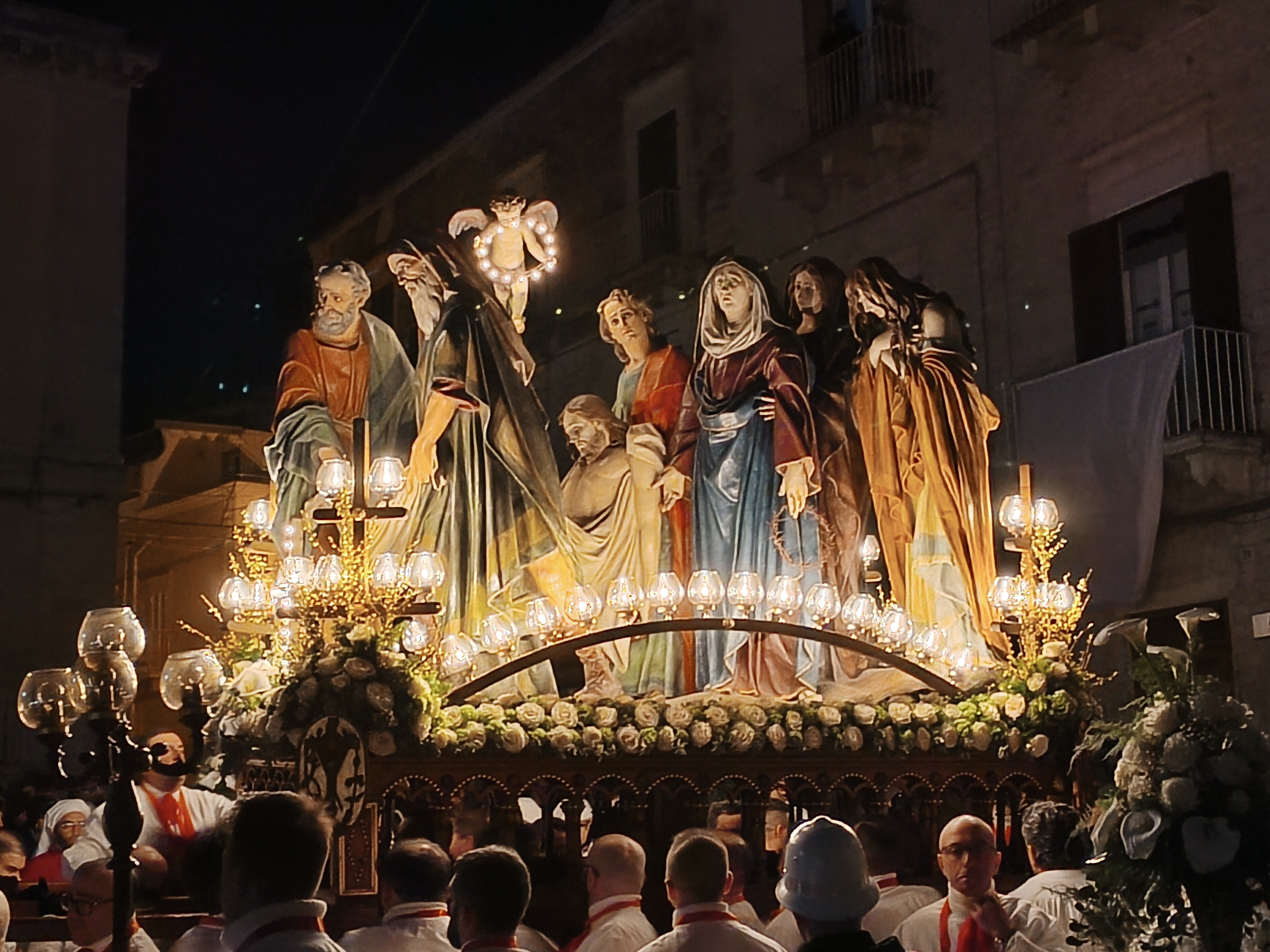
Prozession der Acht Heiligen

Die feierlichen Riten der Karwoche in Ruvo di Puglia stellen das bedeutendste Ereignis dar, welches sich alljährlich in dieser süditalienischen Stadt vollzieht. Die Verbindung aus heiligem Kultus und volkstümlichem Brauchtum ist tief in der Überlieferung des Ortes verwurzelt und übt eine mächtige Anziehungskraft auf Besucher aus den benachbarten Städten wie auch aus fernen Teilen Italiens aus. Aufgrund ihres besonderen Wertes wurden diese Feierlichkeiten von der Institution ICPI (Istituto centrale per il patrimonio immateriale, d. h. Zentralinstitut für Immaterielles Erbe des italienischen Kultusministeriums) als Bestandteil des immateriellen Kulturerbes Italiens anerkannt.
Den Höhepunkt der Feierlichkeiten bilden die feierlichen Prozessionen, welche ihren Anfang am Freitag der Passionszeit nehmen – dem Freitag vor dem Palmsonntag – mit dem ergreifenden Zuge der Desolata-Statue. Der Gründonnerstag ist von der eindrucksvollen nächtlichen Prozession der Otto Santi (acht Heiligen) geprägt, während am Karfreitag die feierliche Prozession der Misteri stattfindet. Der Karsamstag wird durch die Pietà-Prozession beschlossen, mit welcher die Bußzeremonien ihren Abschluss finden.
Am Ostersonntag folgt der feierliche Umzug des auferstandenen Heilands, während am Ostermontag die Annunziata-Prozession in der Landgemeinde Calendano den Abschluss des gesamten Osterzeremoniells bildet.
Diese Prozessionen entspringen verschiedenen Ursprüngen und sind eng mit der Geschichte und den Tätigkeiten der örtlichen Bruderschaften verbunden. Die älteste dieser heiligen Umzüge ist die Karfreitagsprozession, deren Anfänge bis in das 17. Jahrhundert zurückreichen. Die weiteren Prozessionen wurden erst gegen Ende des 19. und zu Beginn des 20. Jahrhunderts eingeführt. Die feierlichen Umzüge wiesen über die Jahrhunderte eine ununterbrochene Kontinuität auf, welche lediglich durch die beiden Weltkriege sowie die Covid-19-Epidemie der Jahre 2020 und 2021 eine Zäsur erfuhr.

## Persönlichkeiten
- Domenico Cotugno (1736–1822), Anatom und Kliniker[13]
- Pasquale Testini (1924–1989), Christlicher Archäologe
- Pino Minafra (* 1951), Jazzmusiker
- Nicolas Girasoli (* 1957), römisch-katholischer Geistlicher, Erzbischof und Diplomat
- Gianluca Basile (* 1975), Basketballspieler

## Belege
1. ↑  Bilancio demografico e popolazione residente per sesso al 31 dicembre 2023. ISTAT. (Bevölkerungsstatistiken des Istituto Nazionale di Statistica, Stand 31. Dezember 2023).
2. ↑  AA. VV.: Dizionario di toponomastica - I nomi geografici italiani. Hrsg.: UTET. (italienisch).
3. ↑  Ruvo di Puglia è 'Città d'arte'. In: ANSA.IT. 2. März 2018, abgerufen am 9. Juli 2023 (italienisch).
4. ↑  Ruvo di Puglia diventa Città d'arte: il riconoscimento dalla Regione. In: LaRepubblica. 2. März 2018, abgerufen am 9. Juli 2023 (italienisch).
5. ↑  Ruvo di Puglia, solo giudizi positivi da parte dei turisti stranieri. In: puglia.com. 22. Oktober 2018, abgerufen am 9. Juli 2023 (italienisch).
6. ↑  Francesco di Palo: Museo Archeologico Jatta. Hrsg.: Azienda Grafica Fiorino. Ruvo di Puglia 1993 (italienisch).
7. ↑  Quel vaso che dà lustro a Ruvo. In: LaRepubblica. 10. Juni 2001, abgerufen am 9. Juli 2023 (italienisch).
8. ↑  Un museo per Domenico Cantatore. Inaugurata a Ruvo di Puglia, città natale dell’artista, la Pinacoteca Comunale di arte contemporanea: ecco le immagini. In: artibune. 2. März 2015, abgerufen am 9. Juli 2023 (italienisch).
9. ↑  Museo del libro e Casa della cultura. In: cartapulia.it. Abgerufen am 9. Juli 2023 (italienisch).
10. ↑  Paola Copertino: La Cantina di Ruvo di Puglia e i vini Crifo, una storia di successo ed evoluzione. A tu per tu con il Presidente Dr. Sebastiano Marinelli. In: bariseranews.it. 19. November 2020, abgerufen am 9. Juli 2023 (italienisch).
11. ↑  Il presidente Conte celebra l’eccellenza della Itel. In: itelte.it. 13. April 2019, abgerufen am 9. Juli 2023 (italienisch).
12. ↑  Comunicato Stampa: La Settimana Santa di Ruvo patrimonio immateriale di Puglia. In: ruvoviva.it. 19. Februar 2020, abgerufen am 9. Juli 2023 (italienisch).
13. ↑  Rainer Brömer: Domenico Cotugno. In: Werner E. Gerabek, Bernhard D. Haage, Gundolf Keil, Wolfgang Wegner (Hrsg.): Enzyklopädie Medizingeschichte. De Gruyter, Berlin 2005, ISBN 3-11-015714-4, S. 276.